# Libellago lineata
Libellago lineata е вид водно конче от семейство Chlorocyphidae. Видът не е застрашен от изчезване.

## Разпространение
Разпространен е във Виетнам, Индия (Аруначал Прадеш, Асам, Мадхя Прадеш, Манипур, Махаращра, Мегхалая, Раджастан, Трипура, Утар Прадеш, Утаракханд, Химачал Прадеш и Чхатисгарх), Индонезия (Бали, Калимантан, Суматра и Ява), Китай (Гуандун, Гуанси и Хайнан), Лаос, Малайзия (Западна Малайзия), Мианмар, Непал, Провинции в КНР, Тайван и Тайланд.